# Познанская ратуша
Познанская ратуша (пол. Ratusz w Poznaniu) — здание бывшей ратуши города Познань, находится в центре Старой рыночной площади, сегодня является Музеем истории города Познань.

## История
Первая ратуша была построена на переломе XIII и XIV веков в готическом стиле, практически полностью уничтоженная пожаром 1536 года. В 1550 году итальянский архитектор Джованни Баттиста ди Квадро подписал с властями Познани официальный договор, на перестройку ратуши в стиле Ренессанс. Ди Квадро добавил ещё один этаж и трёхуровневую открытую лоджию с аркадой и аттиком, а также изменил внутреннюю планировку здания, построив Большой зал (польск. Wielka Sień) с богатой декорацией в виде лепнины на своде. Во время ремонта, у часовщика Варфоломея Вольфа из Губина, были заказаны новые часы, с бодающимися козликами, размещённые на башне ратуши в 1551 году, по окончании ремонта. В 1675 году башня с часами была уничтожена молнией, но восстановлена к 1690 году, её высота была 90 м. Однако, в 1725 году верхняя часть была уничтожена ураганом. В 1781-1784 гг. была проведена реконструкция, были внесены элементы классицизма. В 1910-1913 гг. в здание были внесены элементы германской архитектуры.
Ратуша была городским административным зданием до 1939 года. В 1945 году в Познанской битве ратуша была серьёзно повреждена. Восстановление длилось до середины 1950-х, зданию вернули многие первоначальные черты стиля Возрождения.
Каждый день, ровно в 12:00 часов на башне ратуши, над часами, открываются окошки и показываются два козлика, которые бодаются между собой. Познанские козлики являются символом города и одним из самых известных туристических развлечений.

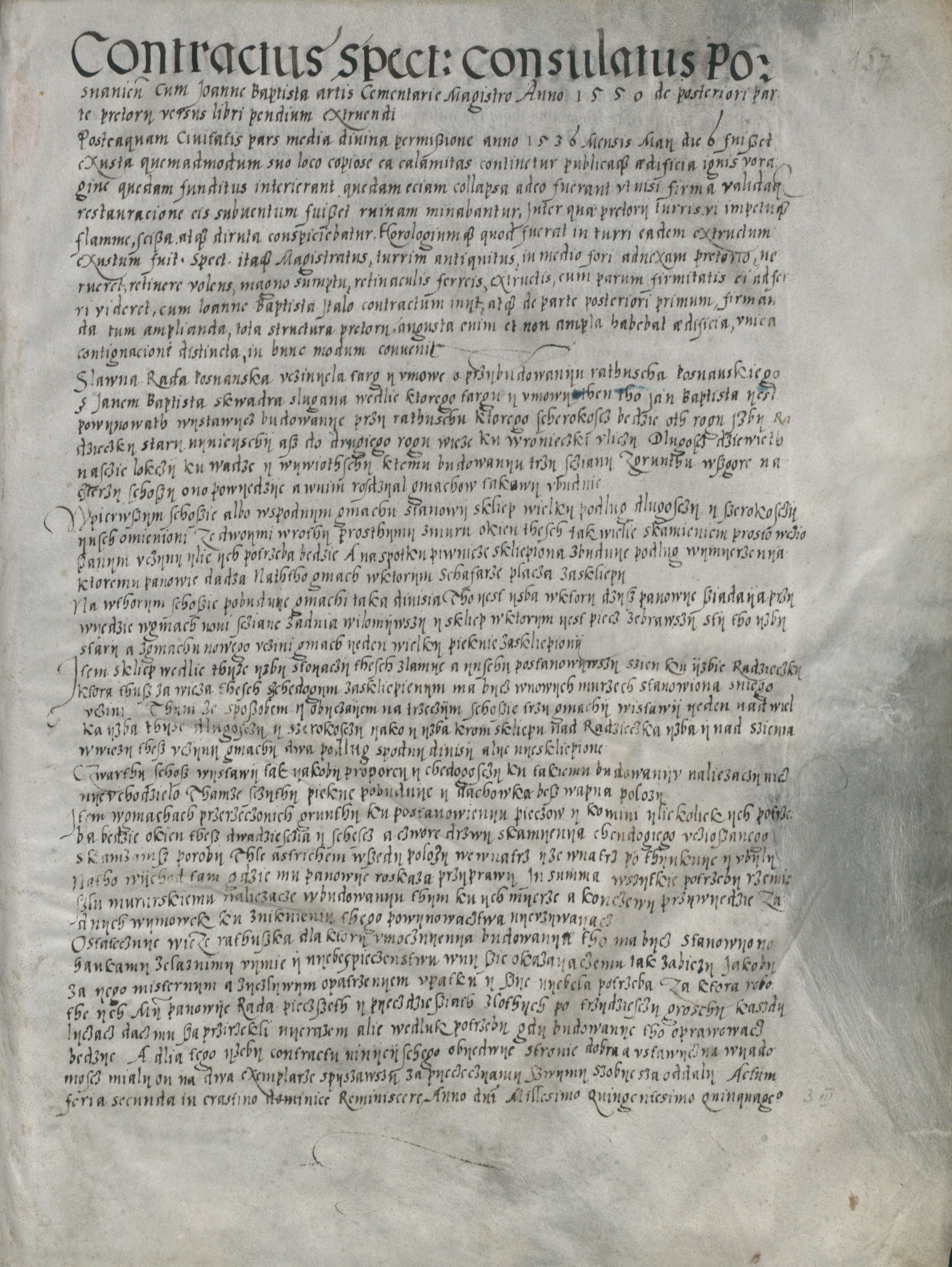
Договор между властями города Познани и Джованно Баттиста ди Квадро на реконструкцию Познанской ратуши с 1550 года (из собрания Государственного архива в Познани)

## Музей истории города Познань
Сегодня Познанская ратуша является музеем. Экспозиция посвящена истории города с XIII века до 1954 года. Она располагается на первом, втором и третьем этажах (с 1997 года готические подвалы находятся на реконструкции). Среди наиболее ценных экспонатов - позолоченный и эмалированный посох из Лиможа, датируемый XIII веком, настольные часы с гербом Познани, сделанные в 1575 году познанским часовщиком Яном Сталлем по заказу тогдашних муниципальных властей, и стакан гильдии сапожников 1651 года. В 2019—2024 годах музей был закрыт на реставрацию. Открытие состоялось 1 марта 2024 года.

## Галерея

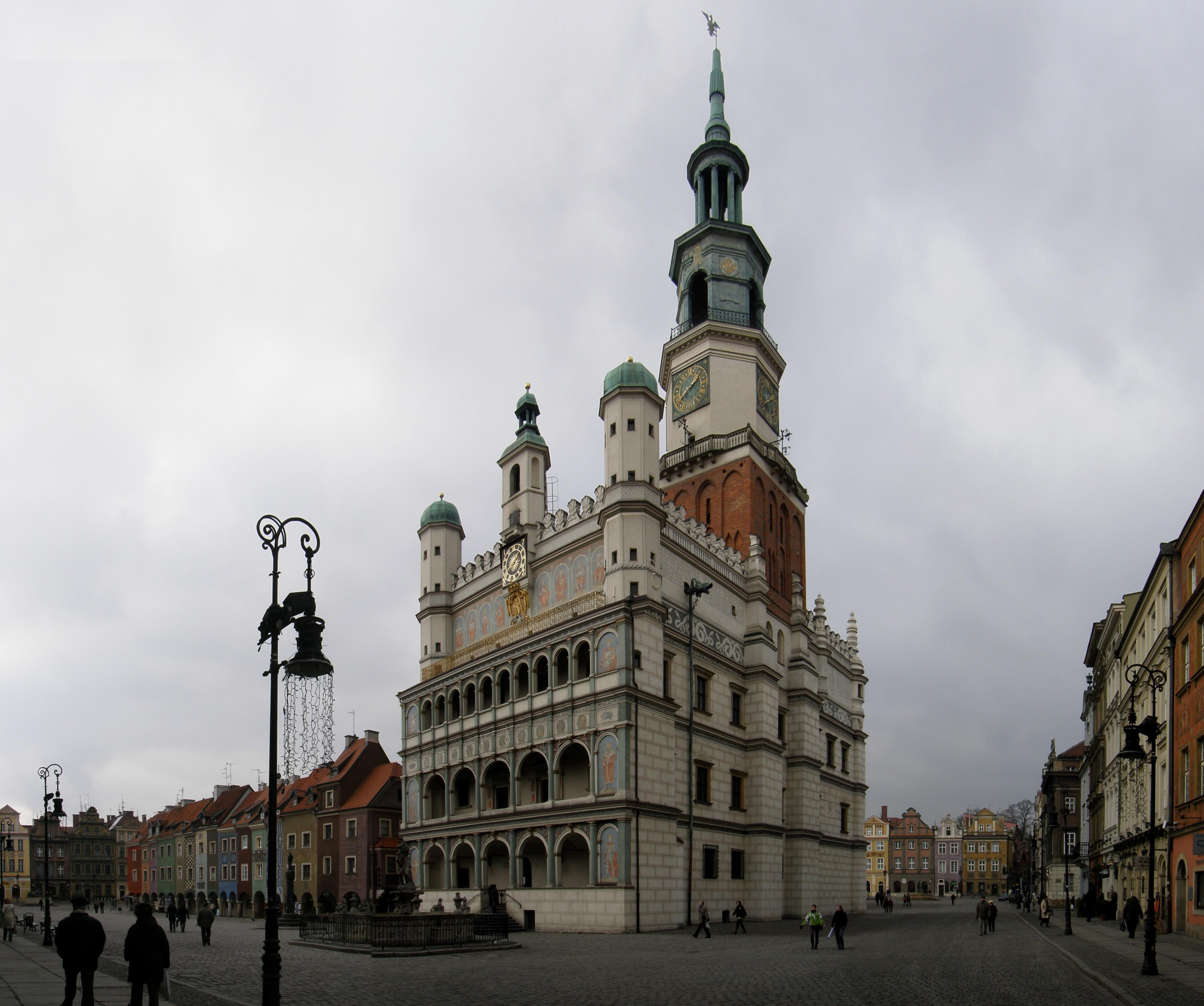
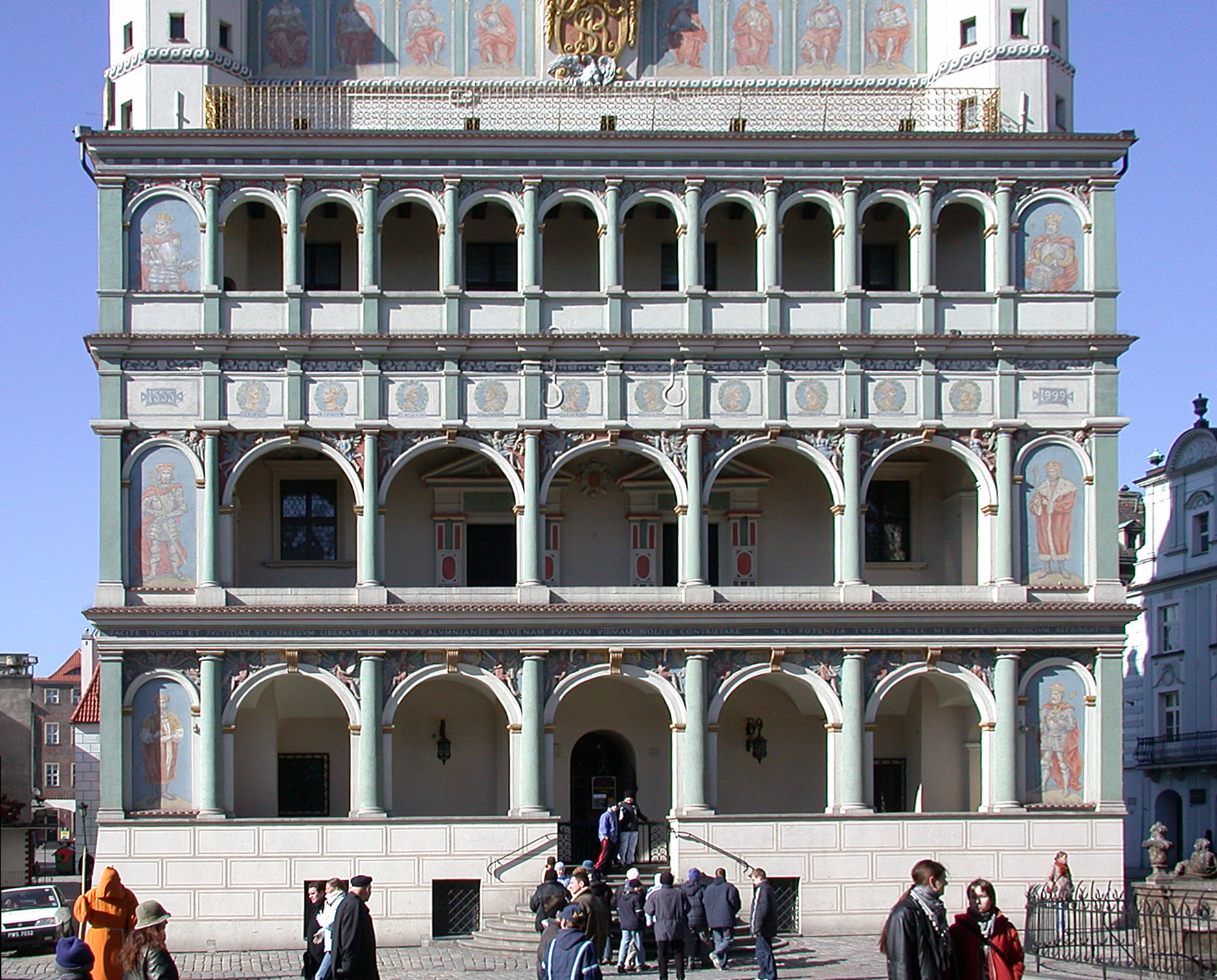
Лоджия
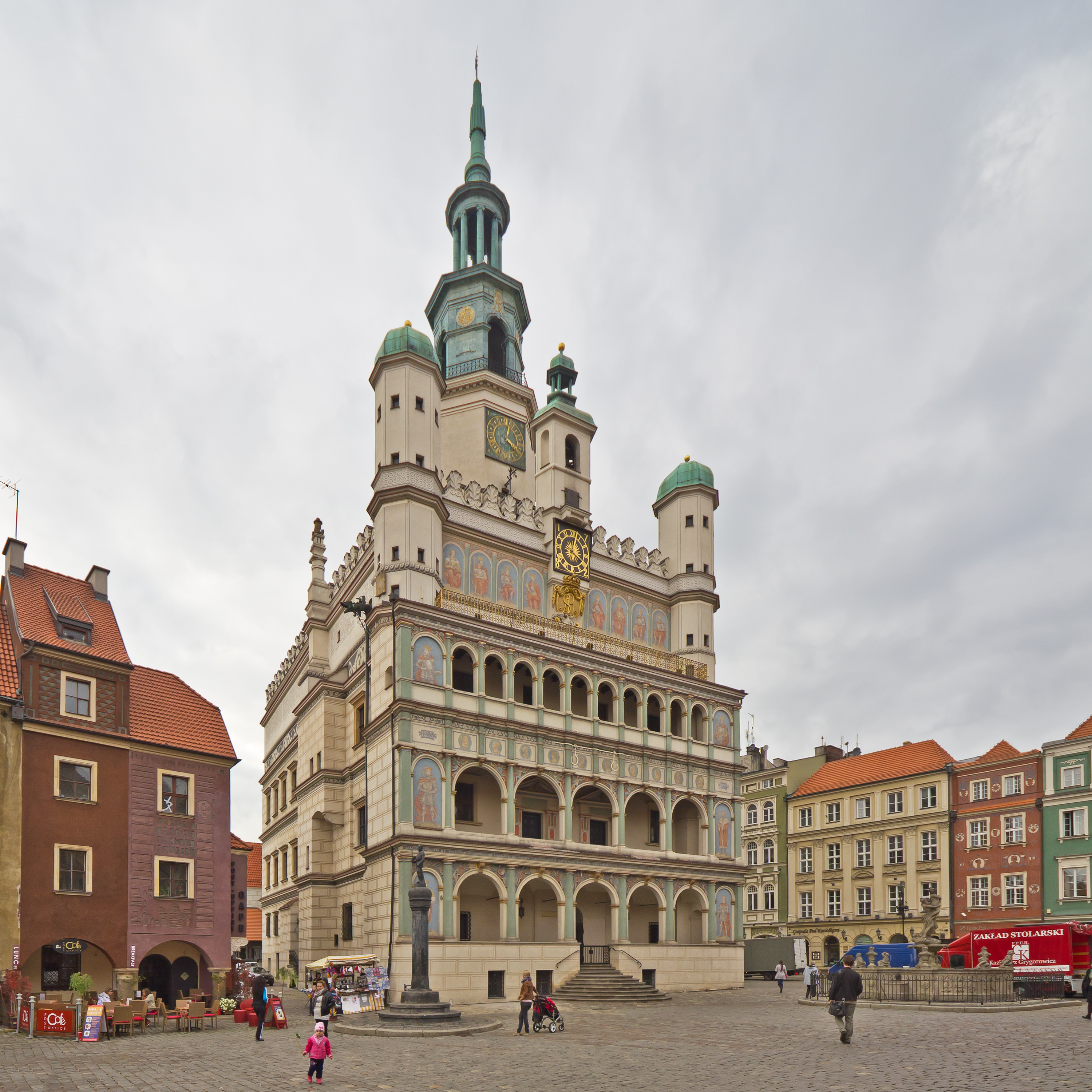
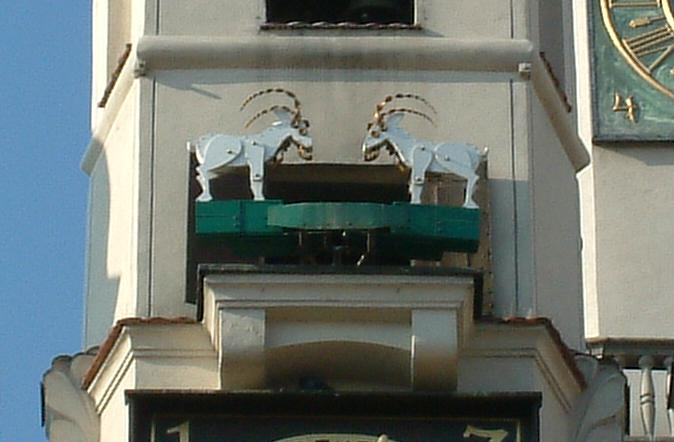
Познанские козлики
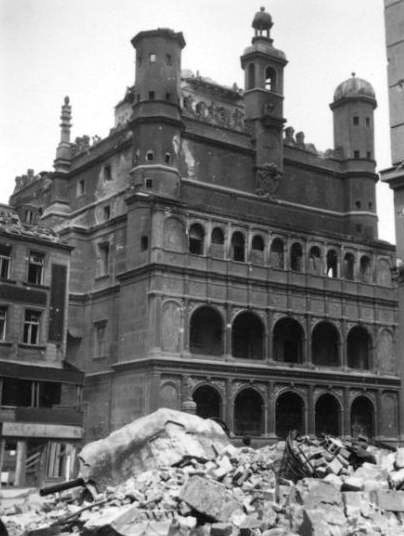
Ратуша, 1945 год